# Billie Jo Spears
Billie Jo Spears (eigentlich: Billie Jean Spears; * 14. Januar 1937  in Beaumont, Texas; † 14. Dezember 2011 in Vidor, Texas) war eine US-amerikanische Country-Sängerin. Sie hatte unter anderem mit Blanket on the Ground ihre größten Erfolge in den 1970er Jahren.

## Leben
Der Songschreiber Jack Rhodes, ein Freund der Familie, schrieb für die damals 13-jährige Billie Jean die Lieder I Dess I Dotta Doe und Too Old for Toys, Too Young for Boys, die sie 1953 unter dem Namen Billie Jo Moore beim Independent-Label Abbott veröffentlichte. Es folgten Auftritte in der Show Louisiana Hayride. Nach diesen ersten Erfahrungen im Musikgeschäft schloss Spears zunächst die Schule ab, arbeitete als Sekretärin und sang in Nachtclubs.
Nach Besuchen in Nashville wurde der Produzent Pete Drake auf sie aufmerksam und bat sie um einige Demo-Bänder. 1964 zog sie von Texas nach Nashville um und schloss dort einen Vertrag mit dem Label United ab. Nachdem ihre ersten Singles floppten, wechselte sie 1968 zu Capitol Records. Mit He’s Got More Love in His Little Finger konnte sie 1968 einen ersten kleinen Hit verbuchen. Ein Jahr später erreichte sie mit Mr. Walker, It’s All Over, einem der ersten Lieder über sexuelle Diskriminierung, Platz vier in den Country-Charts. Die folgenden Produktionen waren erneut nicht allzu erfolgreich. Ernste Stimmbandprobleme zwangen sie immer wieder zu längeren Unterbrechungen, 1972 zu einer Stimmbandoperation.
Nach einigen Zwischenstationen bei kleineren Labels kehrte Spears 1974 zu United Artists zurück. Hier gelang ihr 1975 mit Blanket on the Ground der Durchbruch. Der von Larry Butler produzierte Song erreichte Platz eins der Country-Charts und platzierte sich auch in der Pop-Hitparade. In Deutschland belegte das Stück Platz 39. 1976 wurde sie von der Academy of Country Music zur vielversprechendsten Nachwuchssängerin gewählt. Es folgte eine Serie weiterer Hits, angefangen mit What I’ve Got in Mind, Sing Me an Old Fashioned Song und Misty Blue über 57 Chevrolet, Love Ain’t Gonna Wait for Us und 1977 If You Want Me bis 1981 Your Good Girl’s Gonna Go Bad, einem Remake von Tammy Wynettes 60er-Jahre-Hit. Dies war Spears letzter Titel, der die Top 20 der US-Country-Charts erreichte.
Danach ließ ihre Popularität in den USA nach. Sie wechselte zu kleineren europäischen Labels und hielt sich noch einige Jahre im Geschäft, vor allem in Großbritannien. 1993 musste sie sich einer schweren Herzoperation unterziehen. 2005 veröffentlichte sie mit I’m So Lonesome I Could Cry  erneut ein Album. Billie Jo Spears starb im Dezember 2011 in Vidor (Texas) im Alter von 74 Jahren an den Folgen einer Krebserkrankung.

## Diskografie

### Studioalben
| Jahr | Titel                     | Höchstplatzierung, Gesamtwochen, AuszeichnungChartplatzierungen (Jahr, Titel, Platzierungen, Wochen, Auszeichnungen, Anmerkungen) | Höchstplatzierung, Gesamtwochen, AuszeichnungChartplatzierungen (Jahr, Titel, Platzierungen, Wochen, Auszeichnungen, Anmerkungen) | Anmerkungen    |
| Jahr | Titel                     | UK | Country | Anmerkungen    |
| ---- | ------------------------- | --- | --- | -------------- |
| 1969 | Mr. Walker, It’s All Over | — | Country26 (… Wo.)Country |                |
| 1969 | Miss Sincerity            | — | Country41 (3 Wo.)Country |                |
| 1975 | Blanket on the Ground     | UK— SilberUK | Country4 (23 Wo.)Country |                |
| 1975 | Billie Jo                 | — | Country45 (4 Wo.)Country |                |
| 1976 | What I’ve Got in Mind     | UK46 Silber · (2 Wo.)UK | Country7 (17 Wo.)Country |                |
| 1976 | By Request                | — | Country46 (3 Wo.)Country | mit Del Reeves |
| 1976 | I’m Not Easy              | — | Country36 (… Wo.)Country |                |
| 1977 | If You Want Me            | — | Country39 (… Wo.)Country |                |
| 1978 | Lonely Hearts Club        | — | Country46 (… Wo.)Country |                |
| 1980 | Standing Tall             | — | Country70 (2 Wo.)Country |                |

Weitere Studioalben
- 1968: The Voice of Billie Jo Spears
- 1970: With Love
- 1970: Country Girl
- 1971: Just Singin’
- 1978: Love Ain’t Gonna Wait for Us
- 1979: I Will Survive
- 1981: Only the Hits
- 1986: Billie Jo Spears
- 1991: Unmistakably

### Kompilationen
| Jahr | Titel                              | Höchstplatzierung, Gesamtwochen, AuszeichnungChartplatzierungen (Jahr, Titel, Platzierungen, Wochen, Auszeichnungen, Anmerkungen) | Höchstplatzierung, Gesamtwochen, AuszeichnungChartplatzierungen (Jahr, Titel, Platzierungen, Wochen, Auszeichnungen, Anmerkungen) | Anmerkungen |
| Jahr | Titel                              | UK | Country | Anmerkungen |
| ---- | ---------------------------------- | --- | --- | ----------- |
| 1979 | The Billie Jo Spears Singles Album | UK7 Gold · (17 Wo.)UK | — |             |
| 1981 | Country Girl                       | UK17 Gold · (9 Wo.)UK | — |             |

Weitere Kompilationen
- 1975: Faded Love
- 1979: The Best of Billie Jo Spears
- 2007: The Ultimate Collection
- 2016: Her Greatest Tracks

### Singles
| Jahr | Titel Album                                                           | Höchstplatzierung, Gesamtwochen, AuszeichnungChartplatzierungen (Jahr, Titel, Album, Platzierungen, Wochen, Auszeichnungen, Anmerkungen) | Höchstplatzierung, Gesamtwochen, AuszeichnungChartplatzierungen (Jahr, Titel, Album, Platzierungen, Wochen, Auszeichnungen, Anmerkungen) | Höchstplatzierung, Gesamtwochen, AuszeichnungChartplatzierungen (Jahr, Titel, Album, Platzierungen, Wochen, Auszeichnungen, Anmerkungen) | Höchstplatzierung, Gesamtwochen, AuszeichnungChartplatzierungen (Jahr, Titel, Album, Platzierungen, Wochen, Auszeichnungen, Anmerkungen) | Höchstplatzierung, Gesamtwochen, AuszeichnungChartplatzierungen (Jahr, Titel, Album, Platzierungen, Wochen, Auszeichnungen, Anmerkungen) | Anmerkungen    |
| Jahr | Titel Album                                                           | DE | AT | UK | US | Country | Anmerkungen    |
| ---- | --------------------------------------------------------------------- | --- | --- | --- | --- | --- | -------------- |
| 1968 | He’s Got More Love In His Little Finger The Voice of Billie Jo Spears | — | — | — | — | Country48 (10 Wo.)Country |                |
| 1969 | Mr. Walker, It’s All Over                                             | — | — | — | US80 (4 Wo.)US | Country4 (13 Wo.)Country |                |
| 1969 | Stepchild Miss Sincerity                                              | — | — | — | — | Country43 (7 Wo.)Country |                |
| 1969 | Daddy, I Love You With Love                                           | — | — | — | — | Country40 (10 Wo.)Country |                |
| 1970 | Marty Gray Country Girl                                               | — | — | — | — | Country17 (14 Wo.)Country |                |
| 1970 | I Stayed Long Enough Country Girl                                     | — | — | — | — | Country30 (9 Wo.)Country |                |
| 1971 | It Could’a Been Me Faded Love                                         | — | — | — | — | Country23 (12 Wo.)Country |                |
| 1971 | Souvenirs and California Memories Faded Love                          | — | — | — | — | Country68 (3 Wo.)Country |                |
| 1974 | See the Funny Little Clown Blanket on the Ground                      | — | — | — | — | Country80 (5 Wo.)Country |                |
| 1975 | Blanket on the Ground                                                 | DE39 (2 Wo.)DE | AT15 (4 Wo.)AT | UK6 (14 Wo.)UK | US78 (5 Wo.)US | Country1 (17 Wo.)Country |                |
| 1975 | Stay Away from the Apple Tree Billie Jo                               | — | — | — | — | Country20 (14 Wo.)Country |                |
| 1975 | Silver Wings and Golden Rings Billie Jo                               | — | — | — | — | Country20 (15 Wo.)Country |                |
| 1976 | What I’ve Got In Mind                                                 | — | — | UK4 (13 Wo.)UK | — | Country5 (16 Wo.)Country |                |
| 1976 | Sing Me An Old Fashioned Song What I’ve Got In Mind                   | — | — | UK34 (8 Wo.)UK | — | — |                |
| 1976 | Misty Blue What I’ve Got In Mind                                      | — | — | — | — | Country5 (16 Wo.)Country |                |
| 1976 | On the Rebound By Request                                             | — | — | — | — | Country29 (11 Wo.)Country | mit Del Reeves |
| 1976 | Teardrops Will Kiss the Morning Dew By Request                        | — | — | — | — | Country42 (8 Wo.)Country | mit Del Reeves |
| 1976 | Never Did Like Whiskey I’m Not Easy                                   | — | — | — | — | Country18 (12 Wo.)Country |                |
| 1977 | I’m Not Easy                                                          | — | — | — | — | Country11 (13 Wo.)Country |                |
| 1977 | If You Want Me                                                        | — | — | — | — | Country8 (13 Wo.)Country |                |
| 1977 | Too Much Is Not Enough If You Want Me                                 | — | — | — | — | Country18 (13 Wo.)Country |                |
| 1977 | Lonely Hearts Club                                                    | — | — | — | — | Country18 (11 Wo.)Country |                |
| 1978 | I’ve Got to Go Lonely Hearts Club                                     | — | — | — | — | Country17 (12 Wo.)Country |                |
| 1978 | 57 Chevrolet Lonely Hearts Club                                       | — | — | — | — | Country16 (12 Wo.)Country |                |
| 1978 | Love Ain’t Gonna Wait for Us Lonely Hearts Club                       | — | — | — | — | Country24 (13 Wo.)Country |                |
| 1979 | Yesterday Lonely Hearts Club                                          | — | — | — | — | Country60 (6 Wo.)Country |                |
| 1979 | I Will Survive                                                        | — | — | UK47 (5 Wo.)UK | — | Country21 (11 Wo.)Country |                |
| 1979 | Livin’ Our Love Together I Will Survive                               | — | — | — | — | Country23 (12 Wo.)Country |                |
| 1979 | Rainy Days and Stormy Nights I Will Survive                           | — | — | — | — | Country21 (14 Wo.)Country |                |
| 1980 | Standing Tall                                                         | — | — | — | — | Country15 (13 Wo.)Country |                |
| 1980 | Natural Attraction Standing Tall                                      | — | — | — | — | Country39 (9 Wo.)Country |                |
| 1980 | Your Good Girl’s Gonna Go Bad Only the Hits                           | — | — | — | — | Country13 (13 Wo.)Country |                |
| 1981 | What the World Needs Now Is Love Only the Hits                        | — | — | — | — | Country58 (5 Wo.)Country |                |
| 1983 | Midnight Blue                                                         | — | — | — | — | Country39 (21 Wo.)Country |                |

Weitere Singles
- 1953: Too Old for Toys, Too Young for Boys (als Billie Jo Moore)
- 1966: If That’s What It Takes
- 1966: Not Enough of You to Go Around
- 1967: Easy to Be Evil
- 1968: Harper Valley PTA
- 1970: Midnight Train
- 1972: If Your Leaving Don’t Kill Me
- 1972: Look What They’ve Done to My Song Ma
- 1973: Ease the Want in Me
- 1982: Apologizing Roses
- 1983: I Can Hear Kentucky Calling Me
- 1983: Every Time Two Fools Collide
- 1991: One Smokey Rose